# Distretto di Bolívar (Cajamarca)
Il distretto di Bolívar è uno dei tredici distretti  della provincia di San Miguel, in Perù. Si trova nella regione di Cajamarca e si estende su una superficie di 78,97 chilometri quadrati.

Istituito il 26 dicembre 1989, ha per capitale la città di Bolívar; al censimento 2005 contava 1.636 abitanti.